# Ophrys sphegodes passionis
Ophrys sphegodes subsp. passionis (Sennen) Sanz & Nuet, 2007 è una pianta appartenente alla famiglia delle Orchidacee, in passato nota anche come Ophrys garganica.

## Descrizione

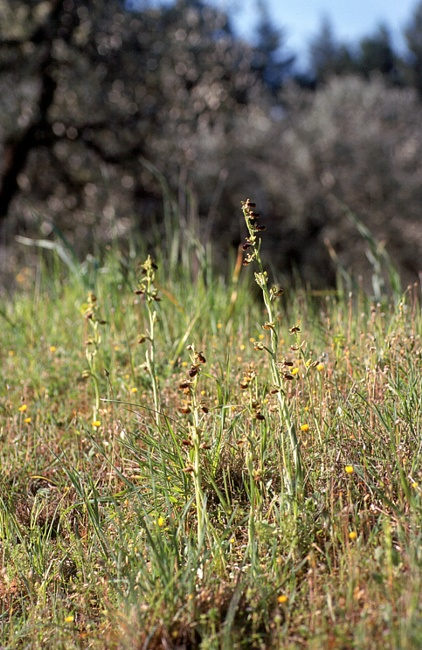
Il portamento

È una pianta erbacea alta fino a 50 cm. La forma biologica è geofita bulbosa (G bulb), ossia è una pianta perenne che porta le gemme in posizione sotterranea. Durante la stagione avversa non presenta organi aerei e le gemme si trovano in organi sotterranei chiamati bulbi o tuberi, strutture di riserva che annualmente producono nuovi fusti, foglie e fiori. È un'orchidea terrestre in quanto contrariamente ad altre specie, non è “epifita”, ossia non vive al di sopra di altri vegetali di maggiori proporzioni.

### Radici
Le radici sono fascicolate e secondarie da bulbo e consistono in sottili fibre radicali posizionate nella parte superiore dei bulbi.

### Fusto
- Parte ipogea: la parte sotterranea del fusto è composta da due tuberi bulbosi a forma ovoidale e arrotondati; il primo svolge delle importanti funzioni di alimentazione, mentre il secondo raccoglie materiali nutritizi di riserva per lo sviluppo della pianta che si formerà nell'anno venturo.
- Parte epigea: la parte aerea del fusto è breve ma piuttosto slanciata, semplice ed eretta.

### Foglie
Sono presenti poche foglie radicali a forma oblungo-lanceolata, ad apice acuto (mucronato). Sulla pagina fogliare sono presenti delle nervature parallele disposte longitudinalmente (foglie di tipo parallelinervie). Quelle cauline sono progressivamente più ridotte a portamento amplessicaule e simili a brattee.

### Infiorescenza

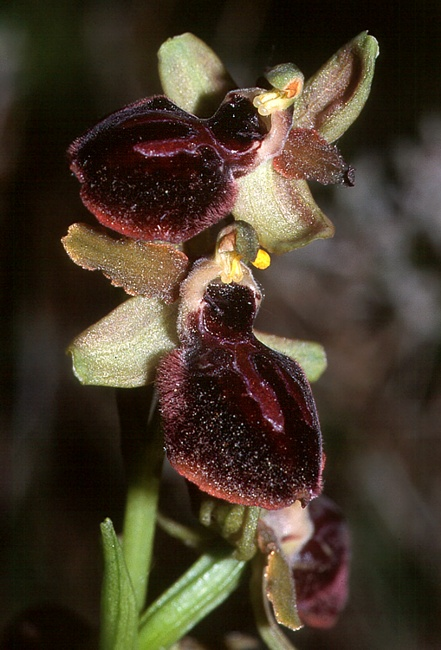
I fiori

L'infiorescenza è “indefinita” (senza fiore apicale o politelica) del tipo spiciforme con pochi fiori sessili. Questi ultimi sono posti alle ascelle di brattee a forma lineare-lanceolata con una scanalatura centrale; sono lunghe come o più dell'ovario. I fiori inoltre sono resupinati, ruotati sottosopra; in questo caso il labello è volto in basso.

### Fiore

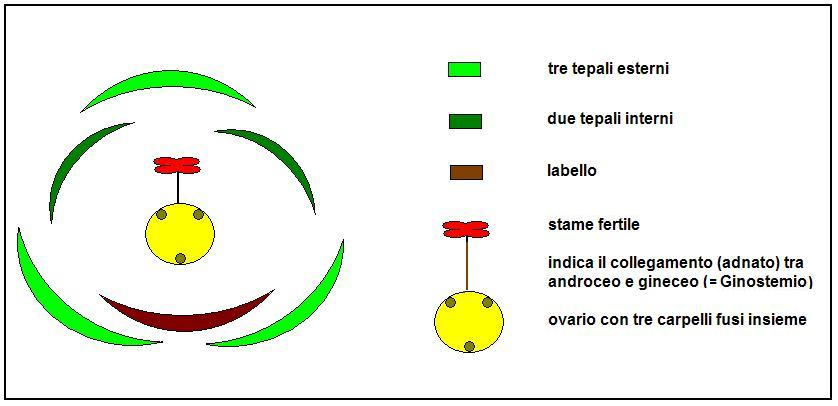
Diagramma fiorale

I fiori sono ermafroditi ed irregolarmente zigomorfi, pentaciclici (perigonio a 2 verticilli di tepali, 2 verticilli di stami (di cui uno solo fertile – essendo l'altro atrofizzato), 1 verticillo dello stilo).
- Formula fiorale: per queste piante viene indicata la seguente formula fiorale:

X, P 3+3, [A 1, G (3)], infero, capsula
- Perigonio: il perigonio è composto da 2 verticilli con 3 tepali (o segmenti) ciascuno (3 interni e 3 esterni). Tutti i tepali sono glabri e terminano con un apice ottuso. I tre segmenti esterni sono patenti a forma oblunga, sono piani e lievemente carenati. Quello mediano è spesso lievemente ricurvo in avanti. I due tepali interni (il terzo, quello centrale, chiamato labello, è molto diverso da tutti gli altri) sono sempre a forma oblunga appena più stretti, disposti in modo alternato a quelli esterni e con i bordi smarginati o increspati. Colore dei tepali esterni: verde chiaro quasi brillante. Colore dei tepali interni: giallastro, bruno-rossastro ai margini.
- Labello: il labello (la parte più vistosa del fiore) è ampio, carnoso e pubescente; si presenta con un portamento pendente e con margini incurvati. La forma è quasi rotondeggiante e intera (i lobi laterali sono quasi inesistenti); tutto il bordo del labello è percorso da una striscia più chiara. In questa specie non è presente lo sperone e neppure gibbosità nella zona centrale del labello.  Colore del labello: bruno-purpureo scuro, più chiaro ai bordi; al centro è presente una macchia più chiara fosco-violacea o rosso-brunastra a forma di “H” con le “gambette” allungate; mentre nella parte alta la macchia si dirama ai lati del labello. Dimensione del labello: larghezza 16 mm; lunghezza 14 mm.
- Ginostemio:  lo stame con le rispettive antere (in realtà si tratta di una sola antera fertile biloculare – a due logge) è concresciuto (o adnato) con lo stilo e lo stigma e forma una specie di organo colonnare chiamato "ginostemio"[5]. Quest'organo è posizionato all'interno-centro del fiore. Il polline ha una consistenza gelatinosa; e si trova nelle due logge dell'antera, queste sono fornite di una ghiandola vischiosa (chiamata retinacolo). I pollinii sono inseriti su due retinacoli distinti tramite delle caudicole, mentre i retinacoli sono protetti da due borsicole[6]. L'ovario, sessile in posizione infera  è formato da tre carpelli fusi insieme[3]. L'ovario non è contorto.
- Fioritura: fine primavera, inizio estate.

### Frutti
Il frutto è una capsula.  Al suo interno sono contenuti numerosi minutissimi semi piatti. Questi semi sono privi di endosperma e gli embrioni contenuti in essi sono poco differenziati in quanto formati da poche cellule. Queste piante vivono in stretta simbiosi con micorrize endotrofiche, questo significa che i semi possono svilupparsi solamente dopo essere infettati dalle spore di funghi micorrizici (infestazione di ife fungine). Questo meccanismo è necessario in quanto i semi da soli hanno poche sostanze di riserva per una germinazione in proprio.

## Biologia
La riproduzione di questa pianta può avvenire in due modi: 
- per via sessuata grazie all'impollinazione degli insetti pronubi; la germinazione dei semi è tuttavia condizionata dalla presenza di funghi specifici (i semi sono privi di albume – vedi sopra). La disseminazione è di tipo anemocora.
- per via vegetativa in quanto uno dei due bulbi possiede la funzione vegetativa per cui può emettere gemme avventizie capaci di generare nuovi individui (l'altro bulbo generalmente è di riserva).
- Impollinazione: come per altre specie di Ophrys anche in questa l'impollinazione avviene tramite un ben definito maschio di imenottero del genere Andrena[2] che riconosce (o crede di riconoscere) nella figura disegnata sul labello una propria femmina e quindi tenta una copulazione col solo risultato di trasferire il polline da un individuo floreale all'altro. Anche il profumo (non sempre gradevole per noi umani) emesso dall'orchidea imita i ferormoni dell'insetto femmina per incitare ulteriormente l'insetto maschio all'accoppiamento.

Questo fiore è privo di nettare per cui a impollinazione avvenuta l'insetto non ottiene nessuna ricompensa; questa specie può quindi essere classificata tra le “orchidee ingannevoli”. Inoltre dal momento che l'insetto è attratto solamente da una specifica femmina (e quindi da una specifica orchidea) si evitano così sterili impollinazioni interspecifiche.

## Distribuzione e habitat
Il tipo corologico di questa specie è Euri-mediterraneo.
È presente in Spagna settentrionale e Francia meridionale. In Italia era considerata in passato un endemismo del Gargano, ma è presente in realtà in buona parte dell'Italia centrale e meridionale oltreché in Sicilia e Sardegna. 
L'habitat tipico per questa orchidea sono i prati aridi, le garighe e le zone incolte in generale da 0 a 800-1000 m s.l.m..

## Tassonomia
Le popolazioni di questa entità presenti in Italia sono state a lungo classificate come Ophrys garganica O.Danesh & E.Danesh. Alcuni autori la hanno inquadrata come una sottospecie del gruppo Ophrys sphegodes Mill., 1768 con la denominazione O. sphegodes subsp. garganica E.Nelson. Studi recenti hanno dimostrato una sostanziale identità di queste popolazioni con Ophrys passionis e come tale il Gruppo Italiano per la Ricerca sulle Orchidee Spontanee (GIROS) la inquadra in una recente pubblicazione. Tale inquadramento comunque non è riconosciuto da tutte le autorità botaniche.
Il numero cromosomico di O. sphegodes passionis è: 2n = 36.

### Sinonimi
Questa sottospecie ha avuto nel tempo diverse nomenclature:
- Ophrys × arachnitiformis var. passionis (Sennen) P.Delforge
- Ophrys caloptera Devillers-Tersch. & Devillers
- Ophrys garganica O.Danesh & E.Danesh
- Ophrys garganica subsp. caloptera (Devillers-Tersch. & Devillers) Kreutz
- Ophrys garganica subsp. passionis Paulus & Gack
- Ophrys garganica subsp. pseudoatrata (S.Hertel & Presser) Kreutz
- Ophrys incubacea subsp. garganica (O.Danesch & E.Danesch) Galesi, Cristaudo & Maugeri
- Ophrys ligustica Romolini & Soca
- Ophrys minipassionis Romolini & Soca
- Ophrys passionis Sennen
- Ophrys passionis var. garganica (O.Danesch & E.Danesch) P.Delforge
- Ophrys passionis subsp. garganica (O.Danesch & E.Danesch) Kreutz
- Ophrys passionis subsp. pseudoatrata (S.Hertel & Presser) Biagioli & Grünanger
- Ophrys pseudoatrata S.Hertel & Presser
- Ophrys sphegodes subsp. minipassionis (Romolini & Soca) Biagioli & Grünanger

## Conservazione
Come tutte le orchidee è una specie protetta e quindi ne è vietata la raccolta e il commercio ai sensi della Convenzione sul commercio internazionale delle specie minacciate di estinzione (CITES).